# Fabiana García Lago
Fabiana García Lago (Buenos Aires, Argentina; 23 de novembre de 1968) és una actriu argentina.

## Formació
Encara que prové d'una família d'actors (és filla de l'actor Juan Carlos Galván i neboda de Virginia Lago)
Va estudiar amb Cristina Rota i Agustín Alezzo durant vuit anys. Va cursar seminaris amb Gabriel Chame Buendia, Raquel Tzokolówikz, Pino Solanas, Javier Margullis, Marta Sánchez, Agustín Bellusi, entre d'altres.
Va cursar el Professorat d'Arts en Teatre a l'Instituto Universitario Nacional del Arte i va treballar en teatre sota la direcció de Jaime Kogan, Omar Grasso, Javier Margullis, Rubens Correa, Osvaldo Bonet, Oscar Barney Finn, Alicia Zanca, Daniel Marcove, entre d'altres.

## Carrera
Va formar part de l'elenc de Las dos carátulas a Radio Nacional dirigit per Nora Massi. Es destacà a pel·lícules com: El buen destino (2005), Buenos Aires plateada (2000) i Flores amarillas en la ventana (1996), per la que va obtenir el premi Lauro sin Cortes com Revelació femenina i la nominació als Premis Cóndor de Plata com a Revelació femenina.
Va treballar a les telenovel·les Padre Coraje on va interpretar Irma Saldivar "La muda" el 2004 i Hombres de honor el 2005 on va interpretar a Amelia Bongiorno. Per la seva actuació a Padre coraje va guanyar el premi Clarín en la categoria Revelació femenina i va estar nominada als Martín Fierro en la mateixa categoria. A més, el programa va guanyar el Martín Fierro d'Or. Per la seva actuació a Hombres de honor va estar nominada en la categoria Actriu de repartiment en drama.
També va actuar en l'obra de teatre Chicas católicas; i durant el 2006, actuà a la telecomèdia Sos mi vida fent el personatge de Kimberly. També va interpretar al personatge de Socors Bernardi en la segona temporada de la sèrie Patito Feo durant el 2008.
El 2018 participà en la minisèrie de Movistar+ Arde Madrid interpretant a Isabelita Perón.

## Filmografia

### Televisió
- 2018: Arde Madrid com Isabelita Perón.
- 2013-2014: Solamente vos com Dalia.
- 2011: Historias de la primera vez com Mónica
- 2010-2011: Malparida com Esmeralda Esposito
- 2009: Champs 12 com Toribia Maltinati
- 2008: Patito Feo com Socorro Bernardi
- 2007: Mujeres de nadie com Germana Giselle Campana
- 2006: Sos mi vida com Kimberly
- 2005: Algo habrán hecho por la historia argentina com María Guadalupe Cuenca
- 2005: Hombres de honor com Amelia Bongiorno
- 2004: Padre Coraje com Irma "La Muda" Saldivar de Jáuregui
- 2003: Tres padres solteros com Isa
- 2002: Tiempo Final com Juanita
- 2002: Máximo corazón com Enfermera
- 2001: Laberinto dirigit per Oscar Barney Finn com Ana Frank
- 2000: Luna salvaje com Roxana "Roxi" Barbut
- 2000: Vulnerables com Dominga
- 1998: Especiales de Alejandro Doria com Hija de Rosa
- 1998: La condena de Gabriel Doyle com Cieguita
- 1996: Por siempre mujercitas.
- 1994: Con alma de tango

### Cinema
- 2018: Instrucciones para la poligamia (Dir: Sebastián Sarquis)
- 2017: Amor y Anarquia (Dir: Agustina Macri)
- 2016: Resentimental
- 2006: Las manos
- 2005: El buen destino
- 2000: Buenos Aires plateada.
- 1996: Flores amarillas en la ventana

### Teatre
- " Ser Ellas"
- Le Prénom
- Mujeres tenían que ser
- La Señora Klein
- Los 39 Escalones
- Chicas católicas
- El libro de Ruth
- Homenaje a Federico García Lorca
- I Pagliacci
- La Farolera
- El bar y la novia
- Los siete locos
- Brilla por ausencia
- Locos de verano
- Mariana Pineda
- Violeta viene a nacer

## Premis i nominacions
- 2019, Nominada als VI Premis Feroz. Actriu de Repartiment per la seva actuació a Arde Madrid.
- 2016, Nominada al Premi Estrella de Mar. Actuació protagònica
- 2005, Nominada al Premis Martín Fierro. Actriu de Repartiment en Drama per la seva actuació a Hombres de honor.
- 2005, Guanyadora del Premi Clarín. Revelació Femenina per la seva actuació a Padre Coraje. (2004)
- 2004, Martín Fierro de Oro al programa Padre Coraje, en el que va participar.
- 2004, Nominada al Premis Martín Fierro. Actriu Revelació per la seva actuació a Padre Coraje. (2004)
- 1996,Guanyadora del Premio Lauro sin Cortes. Revelació per la pel·lícula Flores amarillas en la ventana. (1996)
- 1996, Nominada al Premi Cóndor de Plata. Revelació prr la pel·lícula Flores amarillas en la ventana. (1996)[1][2]